# Per Sjögren
Per Ola Sjögren, född 19 mars 1951 i Kräklingbo församling, Gotlands län, är en svensk jurist och diplomat.

## Biografi
Sjögren är son till prästen Harry Sjögren och hans hustru Sonja. Han är yngst i deras barnaskara och uppvuxen i Väskinde. Sjögren har en juristexamen. Han tjänstgjort på ambassaderna i Washington, D.C. och Kuwait samt på representationen i Genève och Utrikesdepartementets (UD) dåvarande enhet för migration och asylpolitik. Han har vidare varit utrikesråd för migration. Sjögren var därefter chef för Sveriges ständiga representation vid Europarådet i Strasbourg. Fram till 2014 var Sjögren chef för UD:s enhet för folkrätt, mänskliga rättigheter och traktaträtt. Han utsågs till ambassadör i Ottawa den 5 juni 2014 med tillträde under hösten 2014.
Sjögren är gift med Astrid Lillo Sjögren, dotter till veterinären Arne Lillo och Eleonor. De har fyra barn.